# Antieroe 2: 1,21 Gigawatt
Antieroe 2: 1,21 Gigawatt è il quinto album del rapper Suarez, pubblicato nel 2015. Per la scelta del nome, l'artista si ispira alla trilogia di Ritorno al futuro, nello specifico della potenza necessaria alla DeLorean di Emmet "Doc" Brown per viaggiare nel tempo. Anche questo progetto, come quasi tutti gli album del rapper, consiste in una produzione indipendente: l'intero lavoro, compresi registrazione, missaggio, produzione e realizzazione della grafica, è curato dall'artista stesso.

## Descrizione
In questo album il rapper romano si concentra sul tema dello scorrere inesorabile del tempo. A tratti con nostalgia, a tratti con rabbia, si confronta con questo tema attraverso gli occhi dell'antieroe, un concetto che l'artista riprende in quella che si preannuncerà essere una trilogia.
Tra le collaborazioni presenti nell’album troviamo i nomi dei rapper Danno (Colle der Fomento), il Turco, EGreen, Dj Myke e Chef Ragoo.

## Tracce
- Sparviero (feat. Dj Myke)
- King Kong
- Meglio ieri (feat. EGreen)
- Nessun dietro (feat. Lucci, Supremo 73)
- Il Tempo Che è Passato (feat. Danno)
- 1,21 Gigawatt
- California Dreaming' (feat. Grezzo, Supremo 73)
- Memories (feat. Rak)
- Never Sleep Again
- Sopra di me (feat. Er Costa, Mystic One)
- Voglio ancora fischi
- Sempre gli stessi (feat. Il Turco)
- Tiger Mask
- Voglia di vincere (feat. Chef Ragoo)
- Cuori e sentimenti
- Outro (feat. Dj Drugo)